# Union française de l'électricité
Pour les articles homonymes, voir UFE.
L'Union française de l'électricité (UFE) est l'interprofession et le lobby des producteurs, transporteurs, distributeurs, fournisseurs d'électricité et de services d'efficacité énergétique en France. L’organisation revendique représenter plus de 500 entreprises. Son siège est à Paris. L'Union française de l'électricité dispose également d'un bureau à Bruxelles.

## Activités

### Communication et information
L'Union française de l'électricité organise un colloque annuel. La dernière édition de son colloque, intitulé « Sur la voie de la décarbonation », s’est déroulée en décembre 2021 au musée du Quai Branly - Jacques Chirac. Les intervenants de ce colloque étaient : Agnès Pannier-Runacher, Xavier Piechaczyk, Marianne Laigneau, Anthony Cellier, Jean-Marc Ollagnier, Jean-François Carenco, Sophie Mourlon, Eric Niedziela, Joaquim Nunes de Almeida, Fabrice Boissier, Thierry Pech, Julien Nizri, Francesco Starace, Patrick Pouyanné, Pascal Canfin, Catherine MacGregor, Jean-Bernard Lévy, Thierry Déau et Barbara Pompili.

### Prises de position
En 2017, l'Union française de l'électricité défend une hausse des taxes sur les produits pétroliers, « pour décarboner l'économie française ».
L'Union française de l’électricité recommande en 2017, dans un contexte de changement rapide du secteur de l'électricité en France,  « une évolution du cadre statutaire de la branche, qui prenne en compte les changements du droit du travail ».

### Lobbying
L'Union française de l'électricité est inscrite depuis 2010 au registre de transparence des représentants d'intérêts auprès de la Commission européenne. Elle déclare en 2020 pour cette activité des dépenses annuelles d'un montant compris entre 200 000 et 300 000 euros.
Pour l'année 2017, l'Union française de l'électricité déclare à la Haute Autorité pour la transparence de la vie publique exercer des activités de lobbying en France pour un montant qui n'excède pas 500 000 euros.

## Structure
L'Union française de l'électricité est membre du Medef, de France Industrie et d'Eurelectric.